# Afeez Nosiru
Afeez Nosiru né le 1er mars 1998 est un footballeur international nigérian qui joue comme milieu de terrain pour Kwara United.

## Carrière
Afeez Nosiru a joué un rôle déterminant dans le succès de Kwara United entre 2020 et 2022, où il a fait près de 100 apparitions pour l'équipe alors qu'elle se qualifiait pour la Coupe de la confédération en 2022-2023.
En 2024, Il est revenu au club après avoir rejoint le club grec, Panetolikós. Il a été décrit comme un bon milieu de terrain avec de superbes passes,.